# د. ميخائيل فيشر
د. ميخائيل فيشر (بالإنجليزية: D. Michael Fisher)‏ هو محامي وقاضي وسياسي أمريكي، ولد في 7 نوفمبر 1944 في بيتسبرغ في الولايات المتحدة. حزبياً، نشط في الحزب الجمهوري.

## مناصب
- انتخب قاضي محكمة الاستئناف الأمريكية للدائرة الاتحادية.
- انتخب قاضي محكمة الاستئناف الأمريكية للدائرة الثالثة ‏.
- انتخب عضو مجلس ولاية بنسيلفانيا.
- انتخب عضو مجلس نواب بنسيلفانيا.